# Vrhovo pri Žužemberku
Vrhovo pri Žužemberku – wieś w Słowenii, w gminie Žužemberk. W 2018 roku liczyła 30 mieszkańców.